# Zīrābād
Zīrābād (persiska: زیر آباد) är en ort i Iran.   Den ligger i provinsen Khorasan, i den nordöstra delen av landet, 500 km öster om huvudstaden Teheran. Zīrābād ligger 1 056 meter över havet och antalet invånare är 641.
Terrängen runt Zīrābād är platt. Runt Zīrābād är det ganska glesbefolkat, med 29 invånare per kvadratkilometer. Närmaste större samhälle är Neqāb, 11,5 km sydost om Zīrābād. Trakten runt Zīrābād består i huvudsak av gräsmarker.